# Niebla (municipi)
Niebla és un municipi d'Espanya a la comarca d'El Condado (província de Huelva, Andalusia). El 1982 fou declarat Conjunt Monumental Històric-Artístic.

## Demografia

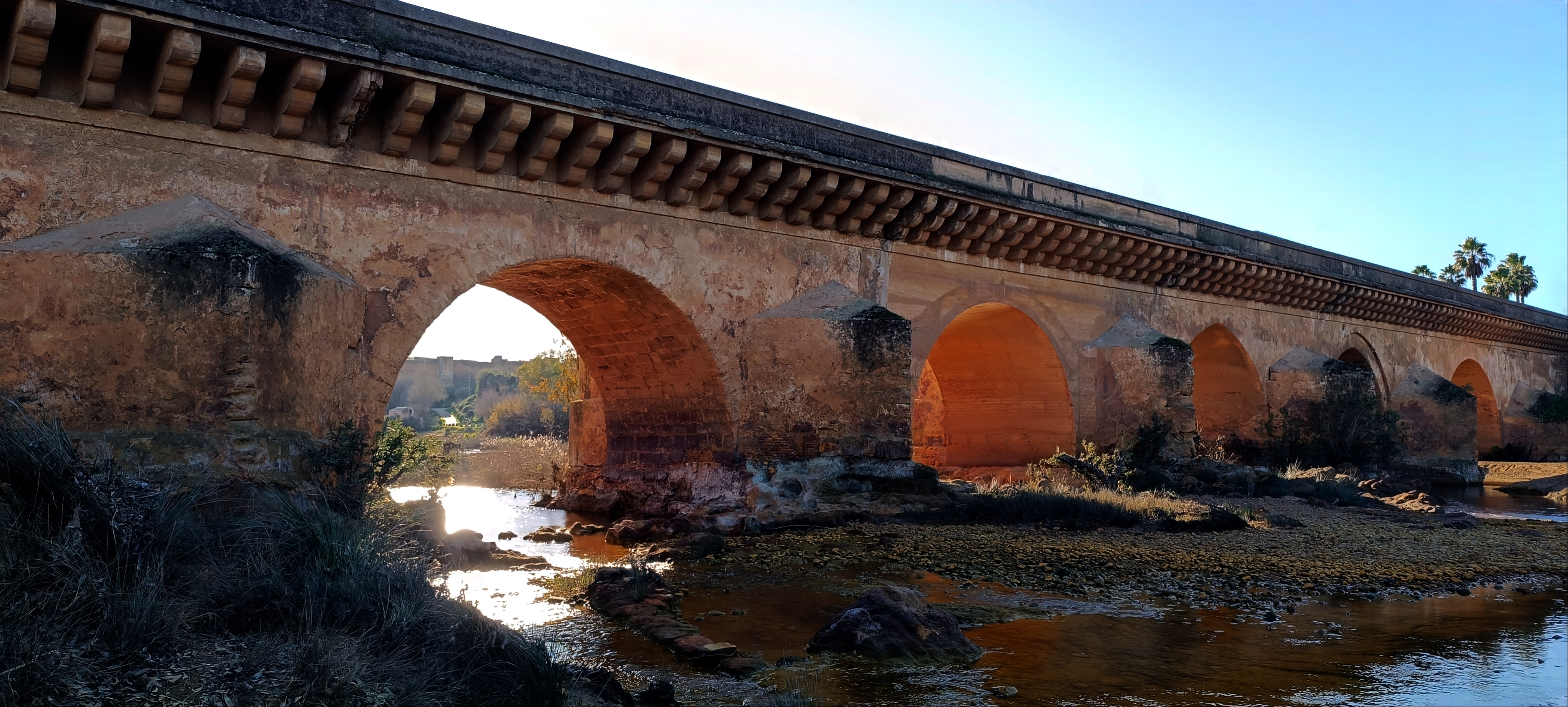
Pont romà de Niebla sobre el Tinto

| 1998 | 1999 | 2000 | 2001 | 2002 | 2003 | 2004 | 2005 | 2006 | 2007 |
| ---- | ---- | ---- | ---- | ---- | ---- | ---- | ---- | ---- | ---- |
| 3814 | 3833 | 3847 | 3879 | 3820 | 3933 | 3947 | 3953 | 4033 | 4233 |

## Història
Niebla ha rebut nombrosos noms: Els tartessos li van dir Ilípula, els romans Ilipla o Ilipa o Ilípia, els visigots Elepla, els musulmans Labla i els castellans Niebla. Niebla es pot considerar la capital històrico-cultural d'aquesta zona peninsular, si bé al llarg dels últims segles va perdre gran part de la seva rellevància. La seva antiguitat es remunta fins als començaments de l'edat del ferro, apareixent en els seus voltants nombrosos restes neolítics i necròpolis dolmèniques (Dolmen de Soto i Dòlmens de la Hueca). Durant la cultura tartèssia es va mantenir un ric comerç. D'aquesta època data un important anell d'or, que es representa qui sembla una deessa cuidant d'un nen.
Amb el poble fenici, per la riquesa minera dels seus voltants i per les seves facilitats de comunicació, a través del riu Tinto, llavors navegable fins a les mateixes portes de la ciutat. En l'època romana passava per Niebla la calçada que unia la desembocadura del riu Guadiana amb Itàlica. A la seva rodalia Publi Corneli Escipió va derrotar els lusitans Per la seva importància econòmica, política i administrativa en aquest moment, va guanyar el dret d'encunyar moneda i les seves muralles tartèssies van ser reforçades i ampliades. Posteriorment, durant la dominació visigoda, va anar una ciutat de gran prestigi civil i militar, i va arribar a constituir-se en important seu episcopal des del segle VI; el primer bisbe fou Basili i va estar present al III Concili de Toledo, signant les actes. De les seves muralles encara en queden vestigis.
El 713 va ser ocupada per Abd-al-Aziz ibn Mussa ibn Nussayr, passant a ser una de les seves kura (unitat administrativa similar a la província) del Gharb al-Àndalus, segurament dins la divisió d'Ishbiliya de la que més tard fou separada. Sota domini musulmà va ser coneguda com a Labla. La kura de Labla estava limitada a l'oest per la plana d'Ikshunuba, a l'est per l'Aljarafe de Sevilla, al nord per la kura de Beja (Badja) i al sud per l'oceà, i estava dividida en 8 districtes (akalim o climes) incloent el de la mateixa ciutat. En temps d'al-Hakam I pagava impostos (djibayat) per valor de 15.627 dinars. Les famílies més influents de la ciutat eren d'origen àrab, destacant els Yahsubi; també hi vivien amazics i sobretot hispano-romans (o hispano-visigots), una part cristians i l'altra islamitzats. El terreny era fèrtil i l'abundància d'aigua procedent de la serra d'Aracena permetia tota mena de cultius (cereals, fruites, oliveres, vinyes); es practicava la ramaderia de bovins i cavalls, la cacera i la pesca; també era un actiu centre comercial. De la medina de Labla depenien les viles i fortaleses de Awbaba o Unaba o Wanaba (Huelva), Talyata (Tejada) i Djabal al-Uyun (Gibraleón) a la vora del riu Odiel. A la ciutat es va establir una part del jund d'Homs.
Labla es va revoltar el 766, revolta encapçalada per Said al-Matari al-Yahsubí, finalment sufocada. El 844 els normands (madjus) després d'ocupar uns dies Ixbíliya, van anar a Labla que van saquejar i van fer presoners a molts habitants. El 897 la ciutat estava revoltada i l'emir de Còrdova va enviar el seu fill Aban a reprimir el moviment, cosa que va aconseguir. Se suposa que el 916 es va revoltar altre cop doncs se sap que el 17 de març de 917 fou ocupada per l'hàjib Badr ibn Àhmad, quan estava a mans d'un tal Uthman ibn Nasr.
Va ser regne de taifa independent en l'època de la desintegració del califat de Còrdova: vegeu Taifa de Niebla. Va esdevenir tributària de Sevilla el 1051, i annexionada a aquest regne el 1053. Labla va restar en mans dels abbàdides de Sevilla fins al 1091 quan fou ocupada pels almoràvits.
El 1144 s'hi van difondre's les doctrines d'Ibn Qassi de Mertola. Hostil als almoràvits es va revoltar Yusuf ibn Ahmad al-Bitrudji (1045) i fou atacat per Ibn Ghàniya. El 1046 la ciutat es va rendir a l'almohade Barraz al-Masufi. Al-Bitrudji es va mantenir a Tejada on va restar uns tres anys més; el seu successor al-Wahbi va acabar sotmès pels almohades (1050). El 1154 es va revoltar a la ciutat Barraz al-Masufi, però fou ocupada per l'almohade Yahya ibn Yaghmur que va fer una matança. Llavors es calcula que tenia vint mil habitants i en van morir vuit mil.
El 1178 va passar per Labla l'infant Sanç de Portugal amb tropes portugueses, i la va assetjar breument, i altre cop ho va repetir el 1182. Amb l'enfonsament dels almohades s'hi va fer independent Suayb ibn Mahfuz (1234-1262) incloent Huelva, Saltes i part de l'Algarve. El 1231 fou ocupada per l'arquebisbe de Toledo Rodrigo Jiménez, però fou retornada a Ibn Mahfuz (Ibn Mahfot) que va reconèixer la sobirania de Ferran III de Castella el Sant (rei de Castella 1217-1252 i rei de Lleó 1230-1252). El 1262 Ibn Mahfuz fou assetjat a Niebla per Alfons X de Castella durant 9 mesos i va haver de capitular i la ciutat i regió fou annexionada a Castella. En el setge els musulmans van utilitzar per primera vegada a Occident la pólvora amb fins bèl·liques, en utilitzar-se per a accionar uns primitius canons. Després de prendre la ciutat el rei va manar matar a tots els habitants mascles independentment de la seva edat, salvant a les dones i al rei àrab, que fou l'únic home supervivent de la contesa. Posteriorment Alfons X li va concedir un fur reial amb la finalitat d'obligar a la seva repoblació cristiana.
El 1369 el rei Enric II de Castella la va erigir en comtat a favor de la seva filla natural Beatriu de Castella, enllaçada amb la casa dels Guzmanes pel seu matrimoni amb Juan Alonso de Guzmán tercer senyor de Sanlúcar (i ascendent dels ducs de Medina-Sidonia i comtes d'Olivares), fet que va propiciar la seva segona etapa daurada, amb la construcció de temples, palaus i l'assentament d'ordes religiosos. El 1508 fou saquejada per tropes de Ferran el Catòlic, que tenien ordes d'apoderar-se de la fortalesa, en mans de Pedro Girón, tutor del duc de Medina-Sidonia.
A partir del segle XVII Niebla va començar un progressiu procés de decadència i de descens en la seva població, provocat sens dubte pel caciquisme i despotisme feudal al que eren sotmesos els ciutadans d'aquella època, els comtes només venien pels seus impostos i sotmetien i maltractaven al poble. Al mateix temps creixien els municipis i pedanies properes, afavorits per aquests comtes que posteriorment independitzaven. El terratrèmol de Lisboa de 1755, que tan greument va afectar l'oest andalús, va arruïnar gran part del patrimoni de la ciutat i va posar un punt i a part en la seva riquesa històrica i artística. Quan els francesos la van evacuar el 1813 van fer volar el castell i les defenses locals.